# Against Me! Is Reinventing Axl Rose
Against Me! Is Reinventing Axl Rose ist das Debütalbum der Punkrock-Band Against Me! aus Gainesville (Florida). Es wurde 2002 von No Idea Records veröffentlicht und ist das erste Album mit voller Instrumentalisierung der Band.

## Trackliste
| #  | Titel                                        | Länge | Bemerkung                         |
| -- | -------------------------------------------- | ----- | --------------------------------- |
| 1  | Pints of Guinness Make You Strong            | 2:40  |                                   |
| 2  | The Politics of Starving                     | 3:06  |                                   |
| 3  | We Laugh at Danger (And Break All the Rules) | 3:17  |                                   |
| 4  | I Still Love You Julie                       | 3:12  |                                   |
| 5  | Scream It Until You’re Coughing up Blood     | 2:29  |                                   |
| 6  | Jordan’s 1st Choice                          | 2:08  |                                   |
| 7  | Those Anarcho Punks Are Mysterious...        | 2:24  |                                   |
| 8  | Reinventing Axl Rose                         | 2:25  |                                   |
| 9  | Baby, I’m an Anarchist!                      | 2:40  | (Grace, Cassidy Rist, Rob Augman) |
| 10 | Walking Is Still Honest                      | 2:37  |                                   |
| 11 | 8 Full Hours of Sleep                        | 4:00  |                                   |

## Personal

### Band
- Laura Jane Grace – Gitarre, Lead-Gesang
- James Bowman – Gitarre, Gesang
- Dustin Fridkin – Bass, Gesang
- Warren Oakes – Schlagzeug

### Zusätzliches Personal
- Sam Jones – Hintergrund-Gesang auf Pints of Guinness Make You Strong, We Laugh at Danger (And Break All the Rules), und Jordan’s 1st Choice
- Todd „Bitchin“, Ryan and Patrick Quinney, Adam Volk, and Rose O’Hara – Hintergrund-Gesang auf We Laugh at Danger (And Break All the Rules)
- Cassidy Rist – Gesang auf Baby, I’m an Anarchist!
- Jordan Kleeman – Hintergrund-Gesang auf We Laugh at Danger (And Break All the Rules), Moog synthesizer auf 8 Full Hours of Sleep